# Burrard Dry Dock
Burrard Dry Dock Ltd. était une entreprise de construction navale de la ville de North Vancouver, en Colombie-Britannique au Canada.
Avec le chantier naval voisin North Van Ship Repair et le chantier Yarrows Ltd. d'Esquimalt, qui furent finalement absorbés, Burrard a construit plus de 450 navires, dont de nombreux navires de guerre construits et réaménagés pour la Royal Navy et la Marine royale canadienne au cours des Première et Seconde Guerres mondiales.

## Histoire
- 1894 - Alfred "Andy" Wallace commence à construire des bateaux de pêche en bois dans la région de False Creek à Vancouver, en Colombie-Britannique[1]. Ces bateaux ont brûlé en 1909 et ont été abandonnés.
- 1905 -Wallace Shipyards, les chantiers navals Wallace, sont constitués en société. L'année suivante, la société crée un nouveau chantier naval, plus grand, au pied de Lonsdale Avenue à North Vancouver.
- 1911 - Le 11 juillet, le chantier naval est détruit par un incendie, mais il est immédiatement reconstruit.
- 1914-18 - Pendant la Première Guerre mondiale, Wallace Shipyards est engagé pour fabriquer des obus pour les canons de 18 livres, puis construit 6 grandes goélettes cargo et 3 cargos - les premiers navires de haute mer à coque en acier construits au Canada[2] - pour la marine marchande. Pour construire les goélettes en bois, le chantier naval Number 2 Yard est établi à l'ouest de la réserve du peuple indien Squamish (aujourd'hui le site du North Shore Auto Mall). En 1917, Wallace loue le chantier Number 2 Yard à la William Lyall Shipbuilding Company, qui y construit finalement 27 navires en bois avant de fermer en 1920.
- 1921 - Wallace Shipyards devient la Burrard Dry Dock Company. Quatre ans plus tard, la société installe la première cale sèche flottante à Vancouver.
- 1928 - Burrard Dry Dock construit le St. Roch, le premier navire à emprunter le passage du Nord-Ouest de l'océan Pacifique à l'océan Atlantique, et le premier navire à faire le tour de l'Amérique du Nord.
- 1929 - Clarence Wallace devient président à la suite du décès de son père Alfred.
- 1940-45 - Burrard Dry Dock devient le chantier naval canadien le plus actif pendant la Seconde Guerre mondiale. Il construit 109 cargos de classe Liberty "Park" et "Fort", ainsi que divers corvettes, dragueurs de mines et LST, et plusieurs navires de maintenance de l'Amirauté, comme la classe Beachy Head. La société ouvre un deuxième chantier naval, South Yard, au pied de l'avenue McLean à Vancouver, pour aider à répondre à la demande en temps de guerre. Burrard Dry Dock transforme et équipe également 19 porte-avions d'escorte pour la Royal Navy. L'emploi atteint un pic à 14 000 travailleurs, dont 1 000 femmes[3]).
- 1946 - Yarrows Ltd. d'Esquimalt en Colombie-Britannique est rachetée à Yarrow Shipbuilders du Royaume-Uni.
- 1951 - Acquisition du chantier naval adjacent de North Vancouver Ship Repairs.
- 1967 - Dans le but de consolider l'industrie de la construction navale sur la côte du Pacifique, Burrard Dry Dock acquiert les actifs de Victoria Machinery Depot à Victoria, en Colombie-Britannique, et ferme immédiatement son chantier naval.
- 1972 - La famille Wallace vend le chantier naval à Cornat Industries, qui fait partie du conglomérat privé Canadian Forest Products (Canfor), basé à Vancouver[4],[5]. Les chantiers navals sont consolidés et rebaptisés Burrard-Yarrows Group, qui deviendra plus tard Burrard Yarrows Corporation[6].
- 1982 - La cale sèche de la classe Panamax, les grues connexes et l'atelier d'usinage sont achevés à North Vancouver[6].
- 1985 - La Burrard-Yarrows Corporation devient Versatile Pacific Shipyards'
- 1992 - L'annulation du projet Polar 8 entraîne la faillite de Versatile Pacific Shipyards. Le chantier naval de North Vancouver est fermé et les derniers employés sont licenciés. Les cales sèches flottantes ainsi que les bâtiments de soutien à l'extrémité est du chantier naval sont acquis par une nouvelle société, Vancouver Drydock, qui est toujours en activité aujourd'hui.
- 1993 - Le chantier naval d'Esquimalt ferme ses portes. L'année suivante, ses actifs sont repris par le chantier naval Victoria, qui fait maintenant partie de la Seaspan Marine Corporation.
- 1997 - Une étude de la ville de North Vancouver recommande un développement à usage mixte sur le site.
- 2000 - Le promoteur immobilier Pinnacle International élabore un plan pour le site comprenant plusieurs tours de condominiums, un hôtel, un espace commercial et des équipements publics. Trois des anciens bâtiments du chantier naval, deux grues du chantier naval et les machines à vapeur et la poupe de l'ancien HMS Flamborough Head (NCSM Cape Breton), qui a été construit ici en 1944, doivent être préservés dans le cadre du développement.
- 2006 - La ville de North Vancouver annonce un plan pour un nouveau Musée maritime national du Pacifique avec un financement fédéral et provincial qui sera situé sur la propriété. La ville négocie également avec Pinnacle International pour augmenter la densité et la hauteur des bâtiments, en échange de l'approbation du développement du site et de la création d'un espace pour le musée.
- 2010 - Le projet de musée maritime national est mis en suspens après que le gouvernement provincial n'ait pas engagé de fonds. La vision du site, qui doit être logé dans l'ancien bâtiment de l'atelier d'usinage, est toujours celle d'une destination résidentielle et touristique comprenant une attraction régionale et des utilisations commerciales de soutien. Le bâtiment de l'atelier d'usinage est temporairement démantelé et retiré pendant la construction du site, tandis que l'ancien atelier de tuyauterie et l'atelier des dinandiers ont été restaurés pour un usage commercial. Les grues du chantier naval ont été restaurées et dominent désormais le développement, l'une au-dessus de la Shipyard Plaza et l'autre au-dessus de la Craneway Plaza. Des panneaux et des dioramas autour du site racontent l'histoire de l'ancien chantier naval.